# James Edward Tierney Aitchison
James Edward Tierney Aitchison (28 de octubre de 1836, Nimach, India - 30 de septiembre de 1898, Morlake, Surrey) fue un médico y botánico escocés.
Obtiene su doctorado en medicina en la Universidad de Edimburgo en 1858 e ingresa al "Servicio Bengalí Médico".
Recolecta flora en India de 1861 a 1872, en Afghanistán de 1879 e 1885, y en Irlanda ocasionalmente de 1867 a 1869.
Publica un Catalogue of plants of Punjab and Sindh en 1869, "On the flora of Kuram Valley, etc. Afghanistan" en el Journal of Linnean Society en 1880-1881 así como diversas otras publicaciones, editadas en la Sociedad linneana de Londres (done es miembro desde 1863).
Su herbario se conserva en el Real Jardín Botánico de Kew, y en Calcuta.

## Honores
Miembro de
- 1883: Royal Society

### Eponimia
William Botting Hemsley (1843-1924) le dedica el género botánico Aitchisonia.
Especies
- (Alliaceae) Allium aitchisonii Boiss.[2]

- (Apiaceae) Bupleurum aitchisonii H.Wolff[3]

- (Asphodelaceae) Henningia aitchisonii (Baker) Khokhr.[4]

- (Aspleniaceae) Asplenium aitchisonii Fraser-Jenk. & Reichst.[5]

- (Balsaminaceae) Impatiens aitchisonii Hook.f.[6]

- (Berberidaceae) Berberis aitchisonii Ahrendt[7]

- (Brassicaceae) Erysimum aitchisonii O.E.Schulz[8]

- (Colchicaceae) Colchicum aitchisonii (Hook.f.) Nasir[9]

- (Convolvulaceae) Convolvulus aitchisonii C.B.Clarke[10]

- (Cyperaceae) Carex aitchisonii Boeckeler[11]

- (Ephedraceae) Ephedra aitchisonii (Stapf) V.Nikitin[12]

- (Iridaceae) Iris aitchisonii (Baker) Boiss.[13]

- (Leguminosae) Astragalus aitchisonii Širj. & Rech.f.[14]

- (Liliaceae) Tulipa aitchisonii A.D.Hall[15]

- (Onagraceae) Epilobium aitchisonii P.H.Raven[16]

- (Ophioglossaceae) Ophioglossum aitchisonii (Clarke) d'Almeida[17]

- (Papaveraceae) Pistolochia aitchisonii (Popov) Soják[18]

- (Plantaginaceae) Plantago aitchisonii Pilg.[19]

- (Poaceae) Agropyron aitchisonii (Boiss.) P.Candargy[20]

- (Primulaceae) Primula aitchisonii Pax[21]

- (Ranunculaceae) Delphinium aitchisonii Huth[22]

- (Rosaceae) Agrimonia aitchisonii Schönb.-Tem.[23]

- (Rubiaceae) Rubia aitchisonii Deb & Malick[24]

- (Selaginellaceae) Lycopodioides aitchisonii (Hieron.) Tzvelev[25]

- (Viscaceae) Bifaria aitchisonii Tiegh.[26]

## Fuente
- Ray Desmond (1994). Dictionary of British and Irish Botanists and Horticulturists including Plant Collectors, Flower Painters and Garden Designers. Taylor & Francis et The Natural History Museum (Londres). ISBN 0-85066-843-3